# 盛田味の館

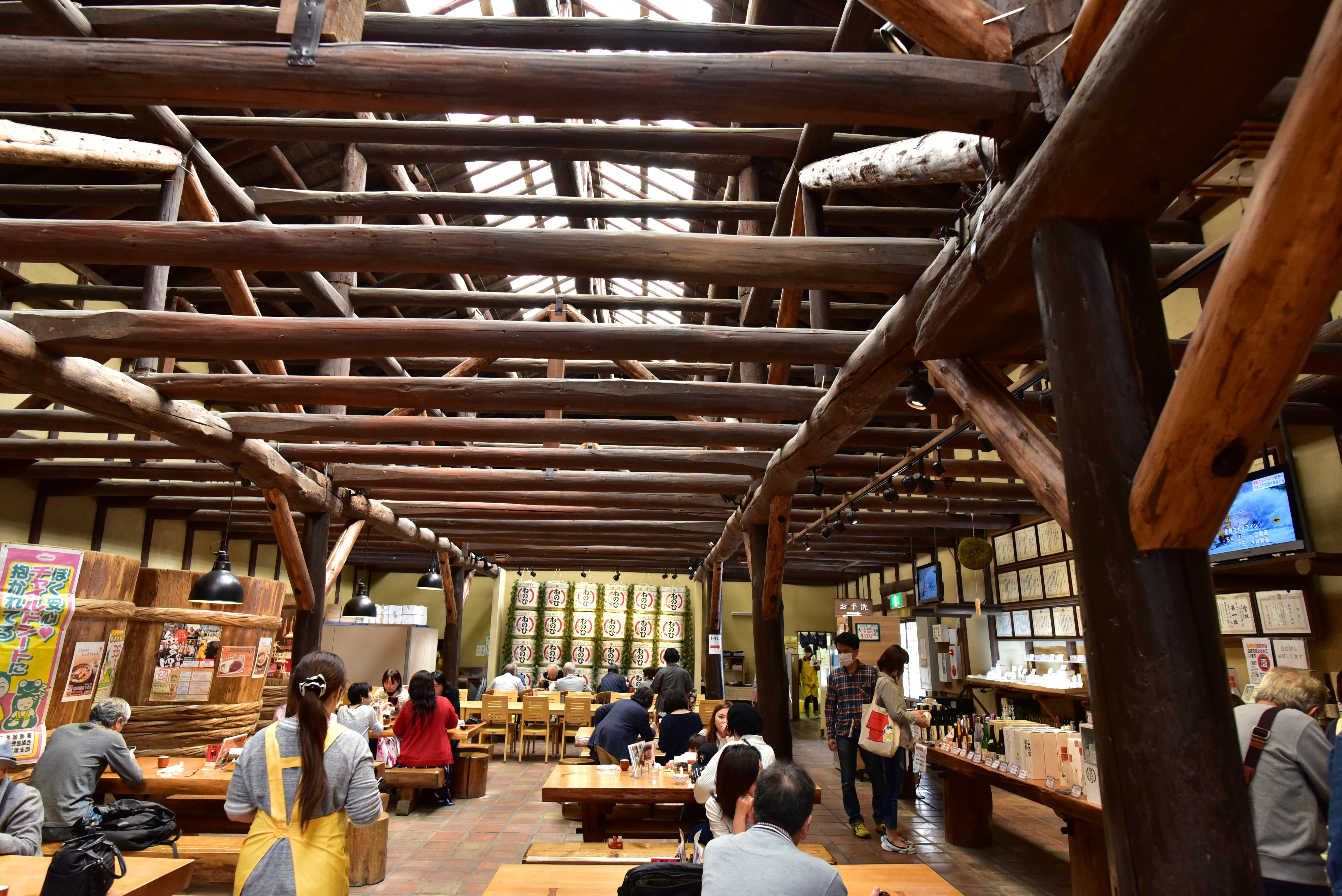
館内

盛田味の館（もりたあじのやかた）は、愛知県常滑市にある盛田株式会社の企業博物館である。

## 概要
1990年（平成2年）に開館。160年前（江戸時代）の醸造蔵を改装した施設で酒や味噌、醤油、の製造工程をビデオで紹介しているほか、15名以上の団体のみではあるが工場見学も行っている（要予約）。
2008年（平成20年）4月10日には盛田家第15代当主でソニー創業者の盛田昭夫の常設展がオープンしたほか、利き酒スペースや食事処が用意されている。

## 十五代当主 盛田昭夫記念館
盛田昭夫の五周忌を記念して、2004年（平成16年）の東京を皮切りに日米で5回開催された写真・映像展「人間・盛田昭夫展」のうち、2007年（平成19年）にロサンゼルスで開催されたものを盛田味の館の1階に常設展として移設したものである。
写真約200枚や1960年代のホームビデオ、著書や私物などが展示されている。

## 利用案内
- 開館時間 - 10：00 - 16：00
- 休館日 - 毎週水曜日、お盆、年末年始
- 入館料 - 無料

## 交通アクセス
- 名鉄常滑線「常滑駅」または知多新線「上野間駅」から常滑市コミュニティバスに乗り換え「盛田味の館口」または「小鈴谷」バス停で下車、徒歩約8分。
- 南知多道路武豊ICから車で約5分。